# Brachygastra myersi
Brachygastra myersi är en getingart som beskrevs av Joseph Charles Bequaert 1943.
Brachygastra myersi ingår i släktet Brachygastra och familjen getingar. Inga underarter finns listade i Catalogue of Life.